# Geórgios Márkou
Geórgios Márkou, en grec moderne : Γεώργιος Μάρκου, 1690 – 1770, également appelé 
Geórgios Márkou d'Argos (Γεώργιος Μάρκου ο Αργείος), est un peintre grec de fresques et d'icônes. Il est actif pendant les périodes du baroque grec et du rococo. Il est un représentant artistique du mouvement des Lumières grecques modernes (Neo-Hellenikos Diafotismos). Il est l'un des rares peintres grecs à avoir travaillé en dehors des îles Ioniennes. Geórgios Márkou est également l'un des rares peintres éminents à avoir peint à Athènes. Les œuvres qu'il a conservées se trouvent dans toute la ville antique. Il a également réalisé des œuvres sur l'île de Salamine. Trois icônes ont survécu et d'innombrables fresques existent sur sept sites différents. Certaines de ces fresques sont en très bon état. Ses fresques les plus remarquables se trouvent au monastère de Faneroméni (el), à Salamine, en Grèce,,,,.

## Biographie
Geórgios Márkou est né à Argos. Il a travaillé avec son frère Antónios. On ne sait pas grand-chose de sa vie, si ce n'est le nombre considérable de fresques qui ont survécu dans la région d'Athènes. Les premières archives de l'artiste datent de 1719, au monastère de Petrákis à Athènes. En 1727, il a réalisé une fresque de l'église Saint-Timothée (el) à Gérakas, dans l'agglomération d'Athènes. À cette même époque, l'artiste fait un bref voyage à Venise. Il dirige un service en l'honneur de Pierre le Merveilleux d'Argos et de Nauplie, en 1729.
En 1732, il est de retour à Athènes. Márkou peint la fresque de l'église de la Dormition de la Théotokos à Koropí, au sud-est d'Athènes. En 1735, il réalise son œuvre la plus impressionnante, sur l'île de Salamíne. Il peint aussi une fresque au monastère de Faneroméni. Six ans plus tard, il réalise d'autres fresques à Athènes. Il travaille dans l'église Agía Paraskeví à Markópoulo. Ses dernières œuvres sont enregistrées dans les années 1740 à Kouvarás, dans le sud-est de l'Attique. Il termine ses travaux dans les églises Ágios Geórgios et Ágios Athanásios. La plupart des fresques qui subsistent sont en très bon état. Les autres peintres avec lesquels il a collaboré ont également été enregistrés. Leurs noms sont Nikoláos Benizélos, Geórgios Kypriotis et Dimítrios. La légende locale veut qu'il ait été enterré dans la cour du cimetière de l'église Agía Paraskeví de Markópoulo Oropoú.
Il est l'un des peintres de fresques les plus remarquables de son époque. Geórgios Márkou a influencé d'innombrables peintres grecs. Son œuvre est l'un des monuments les plus importants de la culture grecque du XVIIIe siècle. Son œuvre est importante car elle est réalisée en dehors des îles Ioniennes et de l'Empire vénitien. Il est possible que son travail ait été influencé par l'art vénitien car il a voyagé à Venise. Christódoulos Kalérgis est un autre artiste notable de la région du Péloponnèse qui a réalisé d'innombrables fresques. Il était actif durant la même période.

## Galerie

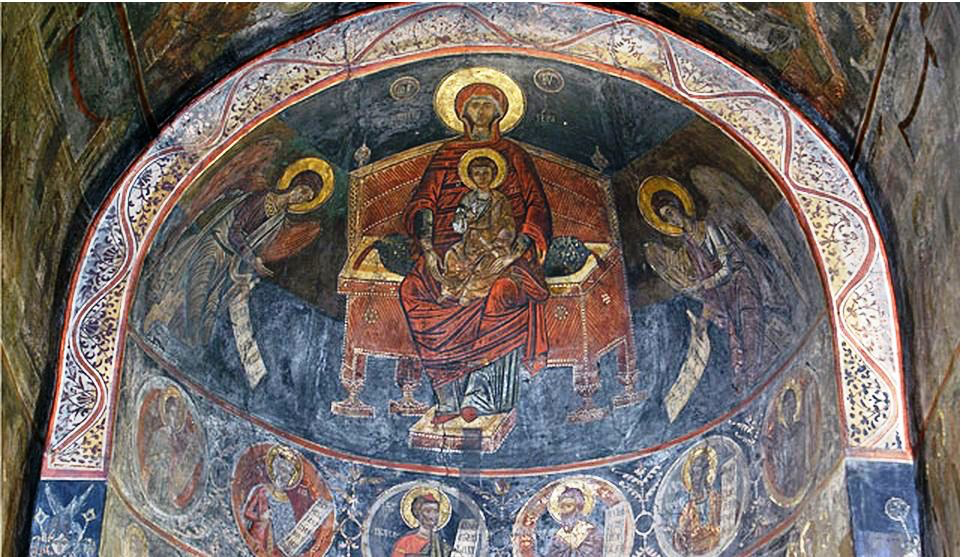
Notre Dame du Signe (Platytéra/Πλατυτέρα)
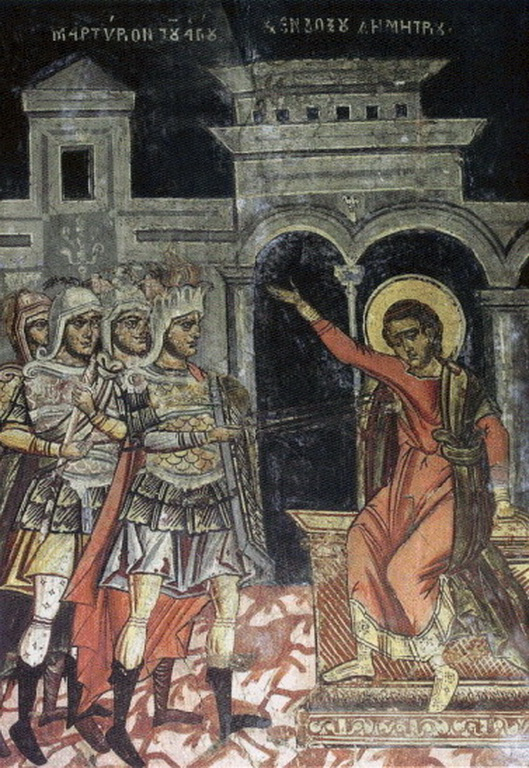
Le Sacrifice de Saint Démétrios
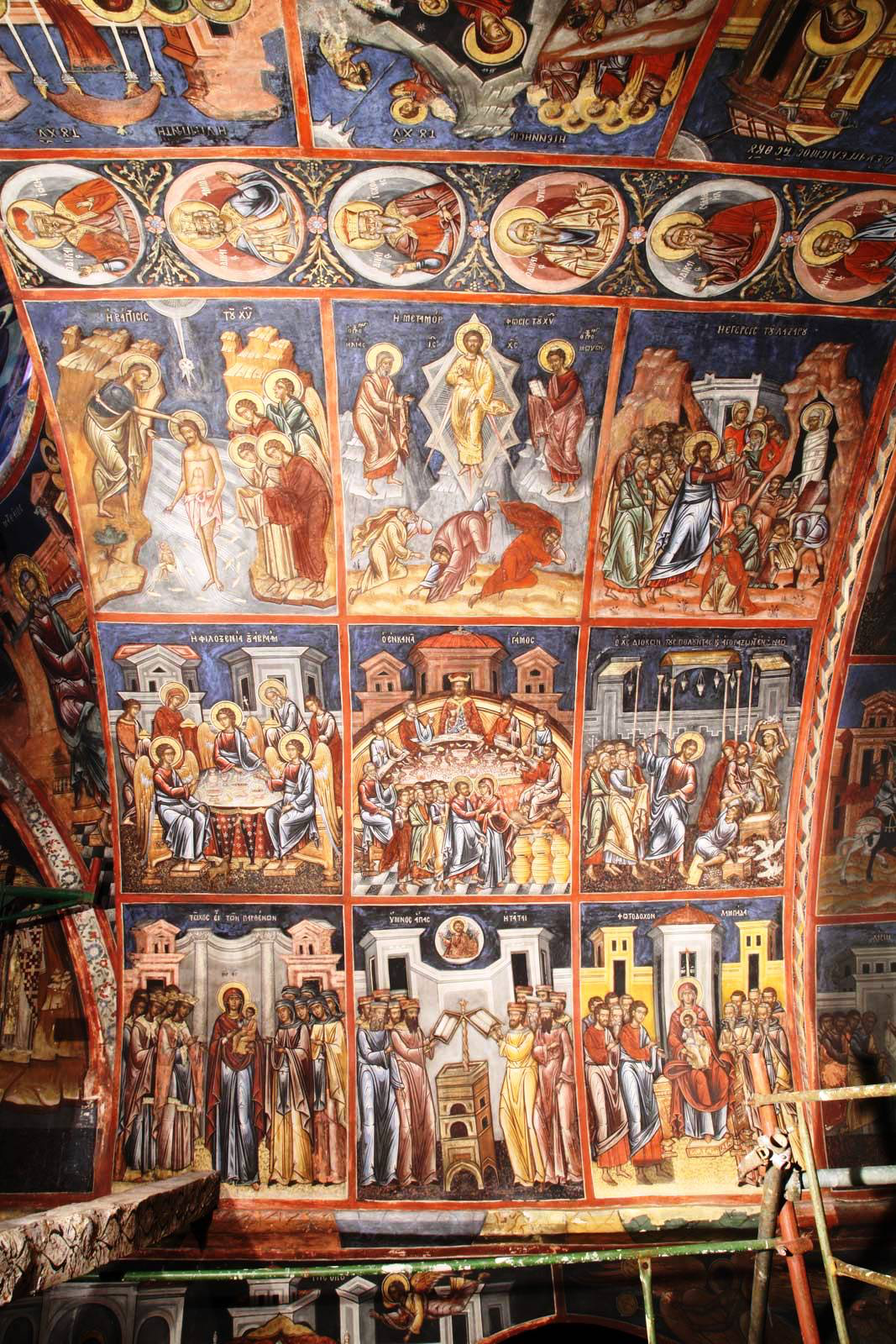
Scènes de la vie du Christ
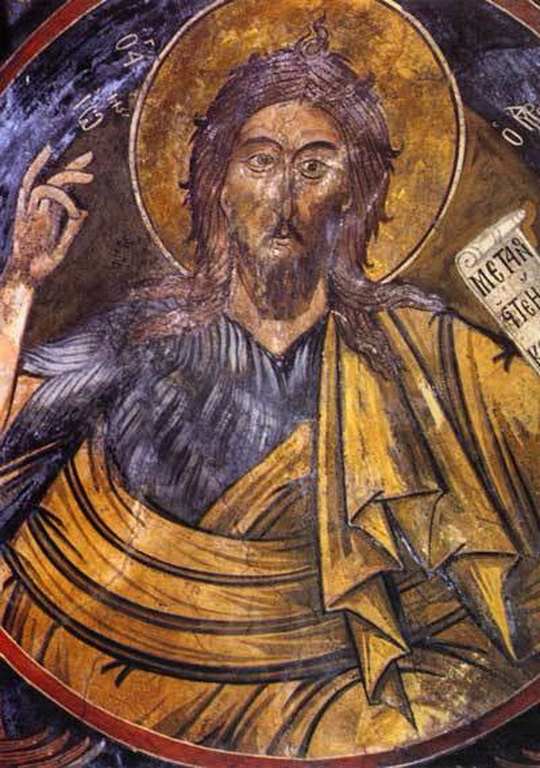
Jean le Baptiste
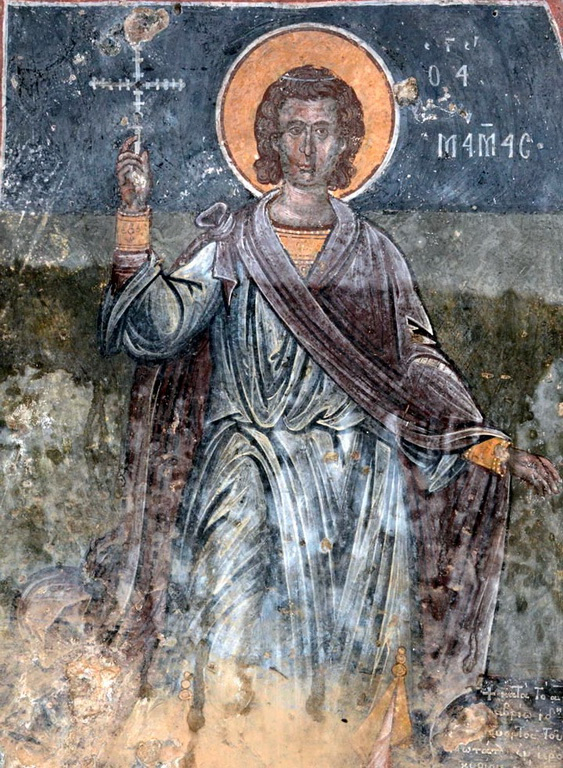
Agios Mamas